# Zwei Musketiere
Zwei Musketiere ist ein Lied von Reinhard Mey und Hannes Wader aus dem Jahr 2022.

## Entstehung
Das Lied entstand aus einer Korrespondenz: Mey gratulierte Wader am 23. Juni 2022 zu dessen 80. Geburtstag mit dem Text, der ihre gemeinsame Vergangenheit als Liedermacher thematisiert. Wader revanchierte sich am 21. Dezember im gleichen Jahr zu Meys 80. Geburtstag mit der Vertonung.

## Inhalt
Zwei Musketiere besingt die gemeinsame Vergangenheit der beiden Liedermacher mit vielen Konzerten und Tourneen. Zunächst spielten sie für wenig Geld und teilten sich alles, was sie bekamen. Als sie Erfolg hatten, hielten sie weiterhin zusammen. Auch nach Schicksalsschlägen wollen sie, dass ihre Lieder für immer Bestand haben.

## Aufbau und Musik
Das Lied besteht aus vier Strophen zu je acht Versen. Die zweiten Verse reimen sich auf die vierten, danach folgen zwei Paarreime, einmal klingend, einmal stumpf. Das Metrum besteht vorwiegend aus Daktylen.
Es steht im Viervierteltakt und in Es-Dur. Es verwendet die drei Dur-Akkorde.

## Aufnahmen
Zunächst sang Wader das Lied für Reinhard Mey. Auf dem im Mai 2024 erschienenen Studioalbum Nach Haus von Reinhard Mey singen Wader und Mey das Lied im Duett. Neben Wader spielten Ian Melrose und Jens Kommnick Gitarre, Kommnick auch Bouzouki und Tin Whistle. Dazu kam Lothar Galle-M. mit dem Bass.

## Produktion
Manfred Leuchter war der Produzent. Günter Pauler nahm den Gesang von Wader in Northeim auf, Jörg Surrey den von Mey im Telex-Studio Berlin. Veröffentlicht wurde es bei der Universal Music GmbH.